# Les Amoureux de la caissière
Pour plus de détails, voir Fiche technique et Distribution.
Les Amoureux de la caissière ou Amoureux de la caissière est un film muet français réalisé par Jean Durand, sorti en 1910.

## Fiche technique
- Titre : Les Amoureux de la caissière
- Titre alternatif : Amoureux de la caissière
- Réalisation : Jean Durand
- Scénario : Jean Durand
- Société de production : Pathé Frères
- Pays d'origine :  France
- Langue : film muet avec les intertitres  en français
- Format : Noir et blanc — 35 mm — 1,33:1 — Muet
- Métrage : 155 mètres (1 bobine)
- Genre : Comédie
- Durée : 5 minutes et 10 secondes
- Numéro de catalogue Pathé : 3786
- Dates de sortie : 
  -  France : août 1910

Sources : Fond. JérômeSeydoux et IMDb

## Distribution
- Gaston Modot